# 드리머 (2005년 영화)
《드리머》(영어: Dreamer, 기존 제목은 영어: Dreamer: Inspired by a True Story)는 2005년 개봉한 미국의 스포츠 드라마 영화이다.

## 출연
- 커트 러셀 - 벤저민 "벤" 크레인 역
- 다코타 패닝 - 케일 크레인 역
- 크리스 크리스토퍼슨 - "팝" 크레인 역
- 엘리자베스 슈 - 릴리언 "릴리" 크레인 역
- 데이비드 모스 - 에버렛 파머 역
- 프레디 로드리게스 - 마놀린 바야르타 역
- 루이스 구스만 - 발론 역
- 오데드 페르 - 사디르 왕자 역
- 켄 하워드 - 윌리엄 "빌" 포드 역
- 홈스 오즈번 - "독" 플레밍 역

## 우리말 녹음
KBS 성우진
- 신성호 - 벤 크레인(커트 러셀)
- 김지혜 - 케일 크레인(다코타 패닝)
- 한상덕 - 팝 크레인(크리스 크리스토퍼슨)
- 임채헌 - 마놀린(프레디 로드리게스)
- 조동희 - 발론(루이스 구스만)
- 이광수 - 사디르 왕자(오데드 페르)
- 김소형 - 빌(켄 하워드)
- 윤병화 - 플레밍(홈스 오즈번)
- 안경진 - 릴리 크레인(엘리자베스 슈)
- 이호인 - 파머 사장(데이비드 모스)
- 김익태 - 의장(프랭크 호이트 테일러)
- 민지 - 담임 선생님(케이런 버틀러)
- 진웅 - 경마장 해설(에드 버가트)